# Estación de Villers-la-Ville
La estación de Villers-la-Ville es una estación de tren belga situada en Villers-la-Ville, en la provincia del Brabante Valón, región Valona.
Pertenece a la línea  de S-Trein Charleroi.

## Situación ferroviaria
La estación se encuentra en la línea 140 (Ottignies-Charleroi).

## Intermodalidad
No hay conexiones con otros medios de transporte.